# Woodruff (hrabstwo Oneida)
Woodruff – jednostka osadnicza w Stanach Zjednoczonych, w stanie Wisconsin, w hrabstwie Oneida.